# Communauté de communes du Monpaziérois
La communauté de communes du Monpaziérois est une ancienne communauté de communes française, située dans le département de la Dordogne, en région Aquitaine.
Elle faisait partie du Pays du Grand Bergeracois.

## Histoire
La communauté de communes du Monpaziérois a été créée le 26 décembre 1994 pour une prise d'effet au 1er janvier 1995.
Au 1er janvier 2013, elle est dissoute et ses membres font désormais partie de la communauté de communes des Bastides Dordogne-Périgord nouvellement créée.

## Composition
Elle regroupait les treize communes du canton de Monpazier :
1. Biron
2. Capdrot
3. Gaugeac
4. Lavalade
5. Lolme
6. Marsalès
7. Monpazier
8. Saint-Avit-Rivière
9. Saint-Cassien
10. Saint-Marcory
11. Saint-Romain-de-Monpazier
12. Soulaures
13. Vergt-de-Biron

## Administration
| Période                                  | Période       | Identité          | Étiquette | Qualité            |
| ---------------------------------------- | ------------- | ----------------- | --------- | ------------------ |
| ?                                        | juin 2004     | Marc Mattera      | UDF       | Maire de Biron     |
| juin 2004                                | avril 2008    | Jean-Marie Delmon | SE        | Maire de Monpazier |
| avril 2008                               | décembre 2012 | Bernard Étienne   | SE        | Maire de Lolme     |
| Les données manquantes sont à compléter. |               |                   |           |                    |

### Sources
- Le SPLAF (Site sur la Population et les Limites Administratives de la France)
- La base ASPIC de la Dordogne - (Accès des Services Publics aux Informations sur les Collectivités)